# Сфынту-Георге
Сфы́нту-Гео́рге (рум. Sfântu Gheorghe, нем. Sankt Georgen, венг. Sepsiszentgyörgy Шепшисентдьёрдь) — город в центральной Румынии, в регионе Трансильвания, административный центр жудеца Ковасна. Расположен на реке Олт.

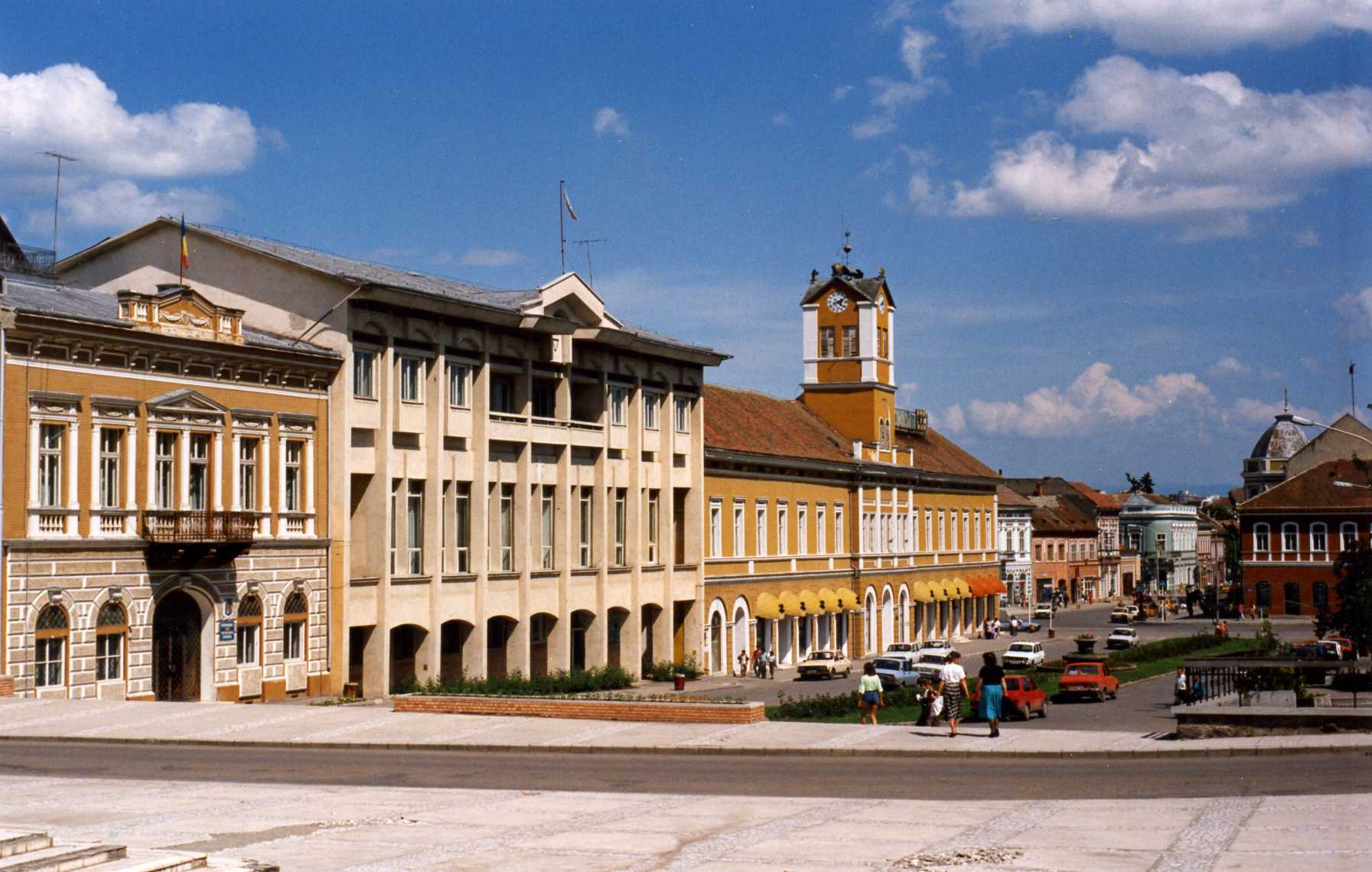
Город в 1994 году

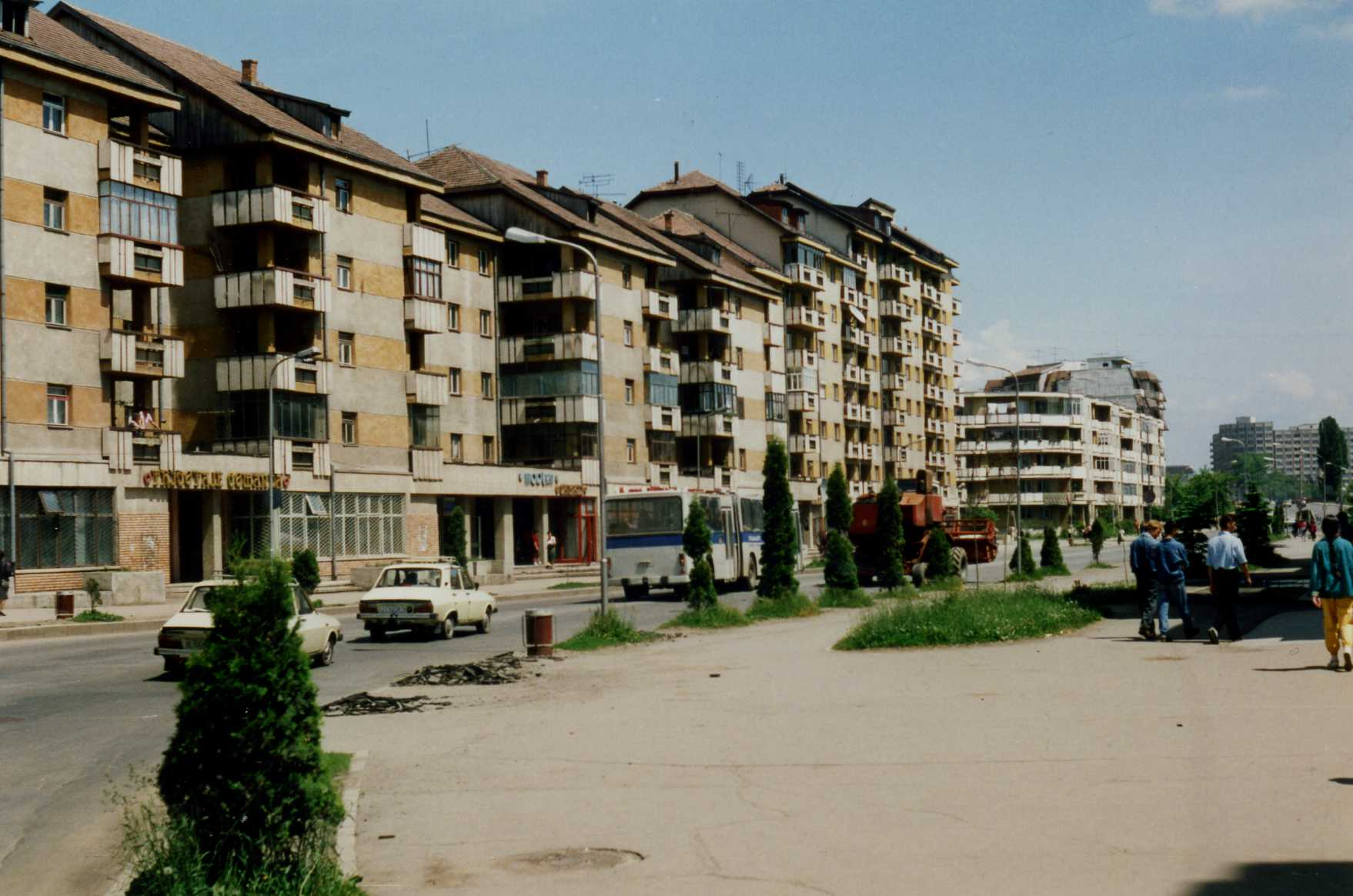
Город в 1994 году

## История
Сфынту-Георге является одним из старейших городов Трансильвании. Впервые город упоминается в 1332 году. Название города происходит от местного покровителя, святого Георгия.

## География и климат
Расположен в юго-восточной части Трансильвании, на обоих берегах реки Олт, в 33 км к северо-востоку от Брашова, 198 км от Бухареста.

## Население
На 2007 год население города составляет 61 704 человека.
Сфынту-Георге — город с одним из самых низких показателей доли румын в населении:
- венгры — 75 %
- румыны — 23 %
- цыгане — 1,5 %

## Экономика
Экономическое развитие города началось во второй половине XIX века, в области текстильной и табачной промышленностях.
На данный момент в городе развиты: электротехническая, химическая, мебельная и пищевая промышленности.

## Достопримечательности
Православный собор  св. великомученика Георгия и святого Николая построен с 1939 по 1983 годы. В 1993 году при Соборе создан Музей румынской духовности. 28 сентября 2024 года открыт бюст протоиерея Аурела Нистора (1882—1974). Автор — молдавский скульптур Вячеслав Жиглицкий.

## Города-побратимы
- Веспрем, Венгрия
- Гиватаим, Израиль
- Канижа, Сербия
- Кишкунхалаш, Венгрия
- Кралёвски-Хльмец, Словакия
- Новосибирск, Россия
- Ференцварош, Венгрия
- Цеглед, Венгрия